# Alessandro Colizzi
Alessandro Colizzi (Roma, 25 maggio 1962) è un regista, sceneggiatore, scrittore e docente italiano.

## Biografia
Figlio di Giuseppe Colizzi, Alessandro Colizzi è un regista e sceneggiatore dal 1995. Nel 1999 realizza il suo primo lungometraggio L'ospite da lui scritto ed anche prodotto, tratto dal romanzo di sua moglie Silvia Cossu La vergogna. Nel 2001 ha diretto il film Anna Weiss, ripresa in digitale dello spettacolo teatrale di Pierpaolo Sepe.
Nel 2004 scrive e dirige il lungometraggio Fino a farti male.
Nel 2012 scrive insieme a Silvia Cossu il libro satirico Patatrac - il sesso dopo i figli da cui nel 2015 trae il film Crushed Lives - Il sesso dopo i figli.

## Filmografia

### Regia e sceneggiatore
- Bluff (1995) - cortometraggio
- Tutte le donne di Fassbinder (1997) – documentario
- L'ospite (1998)
- Fino a farti male (2004)
- Crushed Lives - Il sesso dopo i figli (2015)

### Regia
- Anna Weiss (2002) – film TV
- Io lo so chi siete (2020) - documentario